# Райок (Тверська область)
Райок (рос. Раёк) — селище в Торжоцькому районі Тверської області Російської Федерації.
Населення становить 26 осіб. Входить до складу муніципального утворення Мар'їнське сільське поселення.

## Історія
Від 2005 року входить до складу муніципального утворення Мар'їнське сільське поселення.

## Населення
| 1859 | 2002 | 2010 |
| ---- | ---- | ---- |
| 56   | ↘33  | ↘26  |